# Renward Wells
Renward Wells, född 23 februari 1970, är en friidrottare från Bahamas. Han deltog vid olympiska sommarspelen 1996 och olympiska sommarspelen 2000.